# Jagodziak ciemny
Jagodziak ciemny (Melanocharis arfakiana) – gatunek małego ptaka z rodziny jagodziaków (Melanocharitidae). Występuje endemicznie we wschodniej i środkowej Nowej Gwinei. Słabo poznany ptak, nie jest zagrożony wyginięciem.

## Taksonomia
Po raz pierwszy gatunek opisał Otto Finsch w 1900 na łamach Notes from the Leyden Museum. Holotyp pochodził z gór Arfak. Autor nadał nowemu gatunkowi nazwę Dicaeum arfakianum. Obecnie (2020) Międzynarodowy Komitet Ornitologiczny umieszcza jagodziaka ciemnego w rodzaju Melanocharis, uznaje go za gatunek monotypowy.

## Morfologia
Wymiary szczegółowe holotypu: całkowita długość ciała 97 mm, długość skrzydła 62 mm, długość ogona 33 mm, długość górnej krawędzi dzioba 9 mm, długość skoku 15 mm. Masa ciała 11,5 g. Jagodziaki ciemne są stosunkowo niewielkie, krępe. Upierzenie ogółem zielonawe, spód ciała szary. Wyróżniają się jaskrawe, pomarańczowe kąciki dzioba i cytrynowe pęczki piór na piersi. Dziób o barwie ciemnego rogu.

## Zasięg występowania
Jagodziaki ciemne zamieszkują plamowo wschodnią i środkową część Nowej Gwinei: okolice Tabubil (Prowincja Zachodnia), Keki (pasmo Adelbert), Boana (okolice Lae), Efogi (okolice Port Moresby) i Varirata. Po odkryciu gatunku nie odnotowano jego przedstawicieli w górach Arfak.

## Ekologia
Współczesnych obserwacji dokonywano na wysokościach od 640–1100 m n.p.m. Środowiskiem życia jagodziaków ciemnych są górskie lasy, prawdopodobnie tolerują lasy wtórne. Żywią się jagodami i, prawdopodobnie, stawonogami. Okres lęgowy trwa najpewniej od maja do października.

## Status
IUCN od 2017 uznaje jagodziaka ciemnego za gatunek najmniejszej troski (LC, Least Concern); wcześniej miał on status „niedostateczne dane” (DD, Data Deficient). Gatunek znany wyłącznie z dwóch okazów (stan w 2016) i nielicznych obserwacji. Dwa okazy odłowiono kolejno w 1867 (odkrycie) i w 1933 – w okolicach rzeki Angabunga w jej górnym biegu, na wysokości 950 m n.p.m. W 1994 w okolicach miasta Tabubil odłowiono dwa okazy nieco się różniące upierzeniem od tych starszych, ale prawdopodobnie także należące do tego gatunku. Chociaż dotychczasowe stwierdzenia tego ptaka sugerują, że gatunek ten występuje lokalnie i plamowo, mógł zostać przeoczony na wielu obszarach ze względu na jego skryty tryb życia i w rzeczywistości może być szeroko rozpowszechniony. Część lasów, w których występują jagodziaki ciemne, jest niszczona poprzez wycinkę pod tereny rolnicze. Zważywszy na to, że jagodziaki ciemne zdają się tolerować lasy wtórne, prawdopodobnie nie są zagrożone. Odnotowano ten gatunek w Parku Narodowym Varirata.